# 龙塞斯瓦列斯
龙塞斯瓦列斯（西班牙語：Roncesvalles，西班牙語發音：[ronθezˈβaʎes]，[oreaɣa]，[ronθezˈbals]，法語發音：[ʁɔ̃s(ə)vo]）是西班牙纳瓦拉的一个市镇。总面积15平方公里，总人口28人（2001年），人口密度2人/平方公里。龙塞斯瓦列斯作为传说中的圣骑士羅蘭的葬身之地而出名。